# Котьо Станіслав Іванович
Станісла́в Іва́нович Котьо́ (нар. 6 квітня 1994) — український футболіст, що виступає на позиції захисника.

## Життєпис

### Ранні роки
Вихованець СДЮСШОР міста Ужгорода. З 2010 по 2011 рік провів у чемпіонаті ДЮФЛ 5 матчів.

### Клубна кар'єра
На початку 2013 року приєднався до складу ужгородської «Говерли». 3 квітня того ж року дебютував у юнацькій (U-19) команді закарпатців у домашньому матчі проти криворізького «Кривбаса». За молодіжну (U-21) команду дебютував 13 липня 2013 року у виїзному поєдинку з донецьким «Шахтарем».
14 травня 2016 року дебютував у складі «Говерли» в домашній грі Прем'єр-ліги проти луцької «Волині», замінивши на 85-й хвилині Віктора Гея. Після завершення сезону перейшов до складу аматорського клубу з чемпіонату Закарпатської області «Ужгород», де вже грав 2015 року.

## Статистика
Статистичні дані наведено станом на 14 травня 2016 року
| Клуб      | Ліга         | Сезон   | Чемпіонат | Чемпіонат | Кубок | Кубок | U-21 | U-21 |
| Клуб      | Ліга         | Сезон   | Ігри      | Голи      | Ігри  | Голи  | Ігри | Голи |
| --------- | ------------ | ------- | --------- | --------- | ----- | ----- | ---- | ---- |
| «Говерла» | Прем'єр-ліга | 2013/14 |           |           |       |       | 10   | 0    |
| «Говерла» | Прем'єр-ліга | 2014/15 |           |           |       |       | 24   | 1    |
| «Говерла» | Прем'єр-ліга | 2015/16 | 1         | 0         |       |       | 18   | 0    |

## Родина
Батьком Станіслава є колишній гравець «Закарпаття» Іван Іванович Котьо.